# Iryna Bui
Iryna Bui (ucraïnès: Буй Ірина Василівна)  (Deràjnia, 29 d'abril de 1995), nom complet amb patronímic Irina Vassílivna Bui, és una biatleta i esquiadora de fons paralímpica ucraïnesa. Va guanyar la medalla d'or en la prova femenina de 10 quilòmetres dempeus als Jocs Paralímpics d'hivern de 2022 celebrats a Pequín. També va competir als Jocs Paralímpics d'hivern de 2014 i 2018.

## Biografia
Bui va néixer el 29 d'abril de 1995 a Deràjnia, província de Khmelnitski, amb una malformació congènita a la mà esquerra.
Als 15 anys va començar a fer esport. El seu primer entrenador, Marcin Kucheryavy, va visitar la seva escola i li va oferir l'oportunitat d'anar a un camp d'entrenament i provar aquest esport. Va acceptar i es va traslladar a Chernihiv on va començar a entrenar per unir-se a la selecció d'Ucraïna. Va debutar en l'àmbit internacional el desembre de 2011, participant en competicions internacionals d'esquí de fons i biatló. El 2012 va incorporar-se a l'equip paralímpic d'Ucraïna.
A la Copa del Món de 2012 a Vuokatti, Finlàndia, Bui va guanyar una medalla de bronze a la prova de biatló de 12,5 km. Al Campionat del Món de 2013 a Sollefteå, Suècia, també va guanyar l'or i la plata en les proves de 10 km i 12,5 km respectivament. Bui va guanyar la Copa del Món el 2013.
Al World Para Snow Sports Championships de 2021, Bui va guanyar la medalla de plata a la prova de biatló dempeus femení de 10 km i la medalla d'or a la prova de biatló dempeus femení de 12,5 km.
També va guanyar la medalla d'or en la prova femenina de 10 quilòmetres dempeus als Jocs Paralímpics d'hivern de 2022 celebrats a Pequín, competició en la qual també van obtenir les medalles de plata i bronze esquiadores ucraïneses.